# الظهرة (يافع)

تعديل مصدري - تعديل

الظهرة هي إحدى قرى عزلة لبعوس بمديرية يافع التابعة لمحافظة لحج، بلغ تعداد سكانها 141 نسمة حسب تعداد اليمن لعام 2004.